# Jeux des BRICS

BRICS - 9 membres en 2024.

Les Jeux des BRICS sont une compétition multisports annuelle organisée par les pays des BRICS. L'événement est généralement organisé par le pays assurant la présidence du groupe dans l'année.

## Histoire
Après qu'un tournoi de football des moins de 17 ans des BRICS a eu lieu à Goa en 2016, le premier tournoi multisports des BRICS se tient à Canton, en Chine, en 2017 ; le volley-ball, le wushu et le taolu sont au programme. Les Jeux suivants ont lieu en 2018 à Johannesbourg, et comprennent le volley-ball masculin et féminin ainsi que le football  féminin. L'édition suivante n'a lieu qu'en 2022 (officiellement appelés Jeux des BRICS 2021) en raison de la pandémie de COVID-19.
Les Jeux des BRICS 2021 ont été organisés par l'Inde, et se sont déroulés en même temps et dans les mêmes lieux que les Khelo India Games 2021, les Jeux nationaux de la jeunesse en Inde.
L'édition 2022 devait être organisée par la Chine, mais n'a pas pu avoir lieu sur place en raison des politiques du pays concernant le coronavirus ; seules des épreuves en ligne se sont déroulées. L'édition 2023 a été organisée par l'Afrique du Sud en octobre et s'est tenue à Durban. La Russie organise l'événement en 2024 à Kazan,,.